# Johannes Sprenger

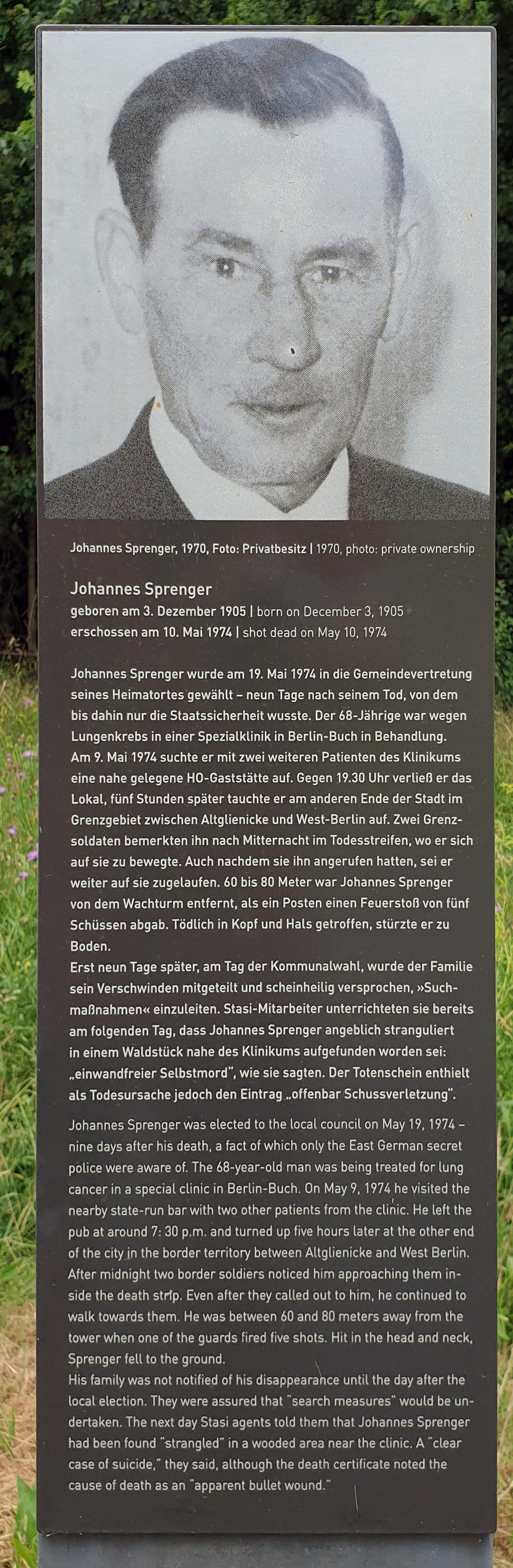
Gedenktafel am Berliner Mauerweg, in Berlin-Altglienicke

Johannes Sprenger (* 3. Dezember 1905 in Greifenhagen; † 10. Mai 1974 in Berlin) war ein Todesopfer an der Berliner Mauer. Angehörige der Grenztruppen der DDR erschossen ihn, als er sich im Grenzbereich bei Altglienicke bewegte.

## Leben
Johannes Sprenger erlernte den Beruf des Straßenbauers. In zweiter Ehe verheiratet lebte Johannes Sprenger in Lüttenhagen/Weitendorf. Der Vater von neun Kindern war schon in Rente, arbeitete aber als Genossenschaftsbauer weiter. Er war politisch aktiv, trat vor 1945 der KPD bei, war in der SED aktiv und saß seit 1970 auch in der Gemeindevertretung. Bei den Kommunalwahlen 1974 trat er erneut als Kandidat der Nationalen Front an. Als Rentner war es Johannes Sprenger erlaubt, nach West-Berlin und in die Bundesrepublik zu reisen. Diese Möglichkeit hatte er sowohl 1970 als auch 1972 genutzt.
Sein Umfeld wusste nicht, dass er an Lungenkrebs litt. Auch Johannes Sprenger selbst bekam von seinen Ärzten keine eindeutige Diagnose. Im April 1974 kam er in eine Klinik in Berlin-Buch. Bei einem Heimatbesuch drei Tage vor seinem Tod sprach er zu seiner Ehefrau davon, dass er im Sarg heimkehren werde.
Zusammen mit zwei weiteren Patienten der Spezialklinik ging er am Nachmittag des 9. Mai in die Gaststätte „Schlosskrug“. Gegen 19.30 Uhr verließ er seine Gesellschaft unter einem Vorwand. Grenzsoldaten sahen ihn um 0.40 Uhr an der Grenze zwischen Altglienicke und West-Berlin. Es ist nicht geklärt, wie und warum der kranke und nicht ortskundige Rentner innerhalb der nächsten fünf Stunden die etwa 30 km zwischen Berlin-Buch und Altglienicke zurücklegte, und wie er den Hinterlandzaun an der Grenze überwand. Grenzsoldaten beobachteten von ihrem Wachturm aus, wie Johannes Sprenger zwischen dem Hinterlandzaun und dem Grenzsignalzaun in Richtung ihres Wachturms lief, ohne sich weiter in Richtung West-Berlin zu bewegen. Als er etwa 100 m vom Wachturm entfernt war, riefen ihn die Grenzsoldaten erfolglos an. Als Sprenger sich dem Turm auf etwa 60 bis 80 Meter genähert hatte, gab der Postenführer den Schießbefehl. Sein Posten gab ohne vorherigen Warnschuss einen Feuerstoß auf Sprenger ab, der in Kopf und Hals getroffen zusammenbrach.
Neun Tage nach seinem Tod wurde er bei den Kommunalwahlen wieder gewählt. Zu diesem Zeitpunkt wusste nur das Ministerium für Staatssicherheit von seinem Tod.
Das Landgericht Berlin kam im Jahr 2000 in einem Mauerschützenprozess zu dem Schluss, dass er in den Grenzbereich eingedrungen war, um von Grenzsoldaten erschossen zu werden, und verurteilte die beiden Täter wegen gemeinschaftlichem Totschlag zu Freiheitsstrafen von je neun Monaten auf Bewährung.